# 木蘭館
木蘭館（목란관）位於朝鮮民主主義人民共和國首都平壤市中區域光化街的國賓用宴會廳，其名字源於該國的國花木蘭。該館位於朝鮮勞動黨大樓附近，於1980年建成，建築面積16500平方米，其牆壁、天花板和地板都是白色的，室內的一側設有舞台，能作用表演。
據南韓傳媒介紹，木蘭館本來為金正日與高幹們舉行活動的地方，但隨後在1989年的第13屆世界青年學生慶典上用作與旅日朝鮮人總聯合會幹部們舉行宴會的場地。於是，該館開放給訪問北韓的國賓級人士。2000年6月的朝韓首腦會晤，南韓總統金大中於這兒與金正日會面、2005年6月參加平壤統一大慶典的南韓統一部長官鄭東泳，在這裡舉行了宴會。另外，2007年10月2日，最高人民會議常任委員長金永南為南韓總統盧武鉉和夫人權良淑在這兒舉辦了晚宴。此外，木館蘭還會舉行一些慶祝活動，在2016年2月，為慶祝成功發射人造衛星光明星4號而安排牡丹峰樂團表演。2019年6月20日，金正恩在木兰馆为在平壤进行国事访问的习近平举办了欢迎晚宴。

## 資料來源
1. ↑  . 韓民族報. 2007-10-02  [2018-05-28]. （原始内容存档于2017-11-10） （韩语）.
2. ↑  . 中央日報. 2016-02-16  [2018-05-28]. （原始内容存档于2017-11-10） （韩语）.
3. ↑  . 新华网 (新华社). 2019-06-21  [2019-06-23]. （原始内容存档于2019-06-23）.